# Marientor (Naumburg)

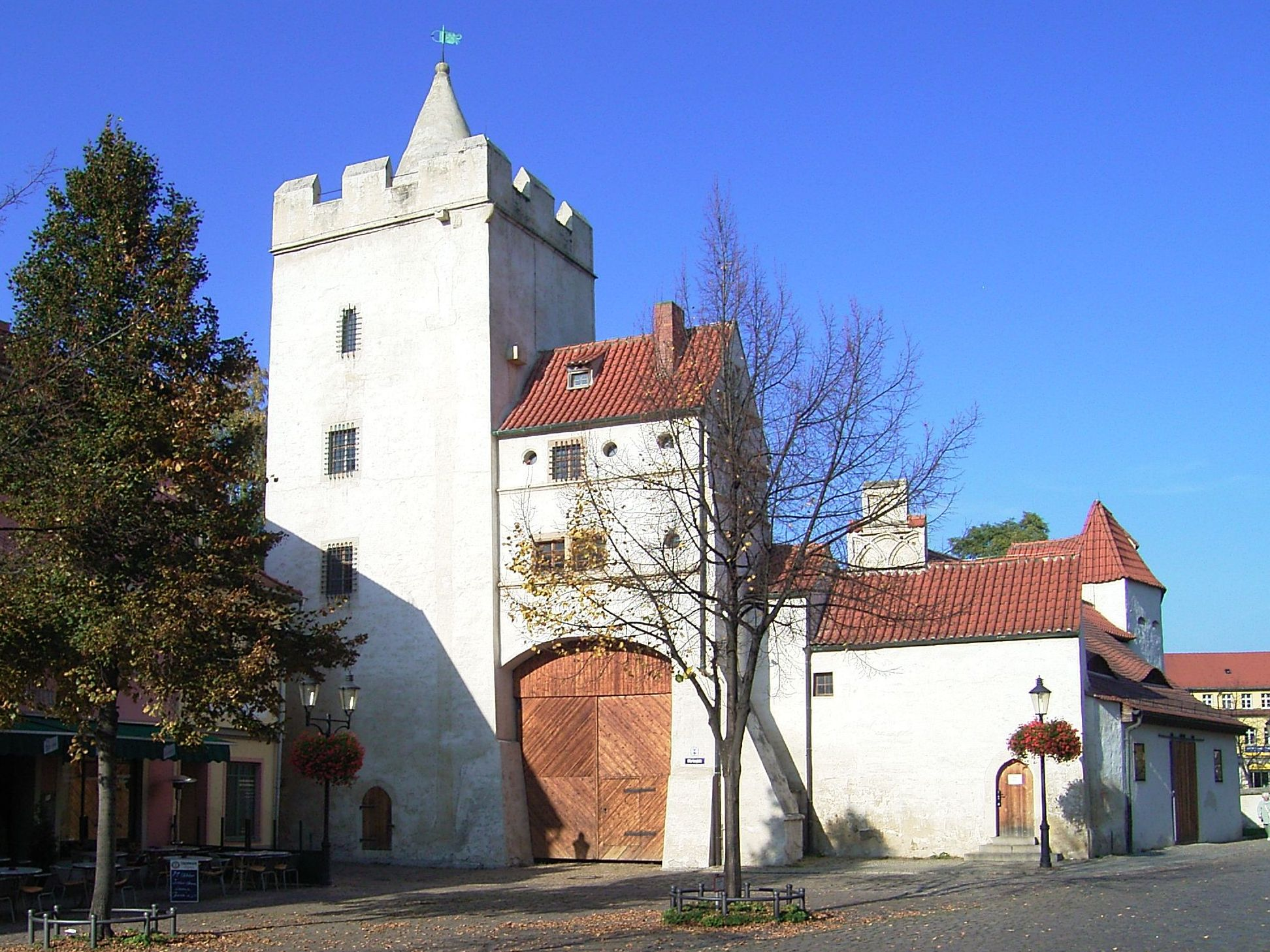
Marientor von Süden

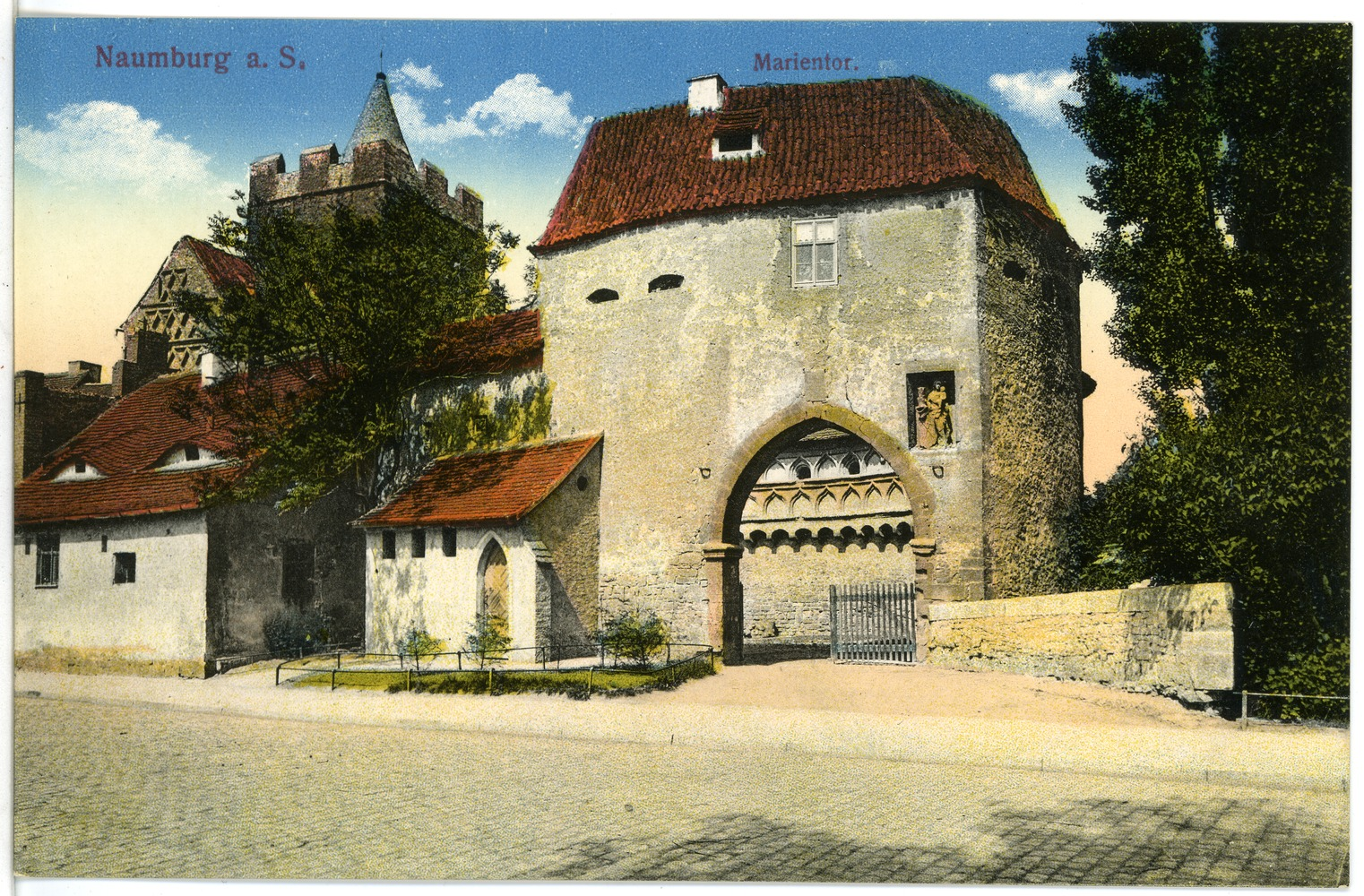
Marientor von Osten 1914

Das Marientor in Naumburg (Saale) ist das einzige heute noch erhaltene Stadttor der ehemals mit fünf Toren versehenen Stadtbefestigung.

## Lage und Name
Das Stadttor befindet sich im Nordosten der Altstadt Naumburgs, wo Marienmauer, Postring und Marienstraße aufeinander treffen. Namensgeber ist vermutlich die nahe Marien-Magdalena-Kirche oder aber die Marienfigur.

## Geschichte und Gestalt
Naumburg entwickelte sich seit dem 11. Jahrhundert zu einer Stadt und im Jahr 1287 wird erstmals eine Stadtbefestigung erwähnt. Offenbar während des Sächsischen Bruderkrieges wurden die Stadttore stärker befestigt und das Marientor erhielt im Jahr 1446 eine doppeltorige, zwingerartige Anlage, eine sogenannte Barbakane. Außen- und Innentor schließen den von einem spätgotisch dekorierten Wehrgang umgebenen Hof ein.
In den Jahren 1456 bis 1458 wurde es durch Valentin Weise tiefgreifend umgestaltet, 1511 erneuert und 1531 um eine steinerne Grabenbrücke ergänzt. Eine weitere Wiederherstellung erfolgte im Jahr 1704. Die Wehrmauer an der Westseite weist Schießscharten auf. Da der Wehrgang auch Schussmöglichkeiten nach innen bietet, handelt es sich bei dem inneren Gelände um einen Fanghof. Der viereckige Turm im Südwesten der Toranlage besitzt ein Kegeldach und Zinnen. Das vielgestaltige Aussehen erklärt sich aus unterschiedlichen Fenster und Toren (teils gotische Spitzbogen, teils flachbogig), Backsteinelementen (Kielbögen, Kreuzbogenblenden), dem stadtseitigen Giebel mit Rautenblenden, Fledermaus- und Schlepp-Dachgauben, unterschiedlich großen Gebäudeteilen sowie dem Stadtwappen, einer Inschrifttafel und einer Figurennische mit Marienfigur von Peter Hummelshain (Naumburg) aus dem Jahr 1456, die später um einen hölzernen Knaben ergänzt wurde.

## Nutzungsgeschichte
Die zwischen dem 16. und 19. Jahrhundert auch als Gefängnis genutzte Anlage wurde von 1997 bis 2000 umfassend saniert. Sie steht als Baudenkmal unter Denkmalschutz und ist im Denkmalverzeichnis mit der Nummer 094 16307 erfasst. In den Innenräumen des Torgebäudes befindet sich eine Ausstellung zur Geschichte der Naumburger Stadtbefestigung, zudem kann man den Turm besteigen. Beides kann von Ende März bis Anfang November besichtigt werden. Zudem dient es als Kulisse für Open-Air-Veranstaltungen. Das Marientor fungiert auch als Puppentheater des Theater Naumburg.